# Clara McAdow

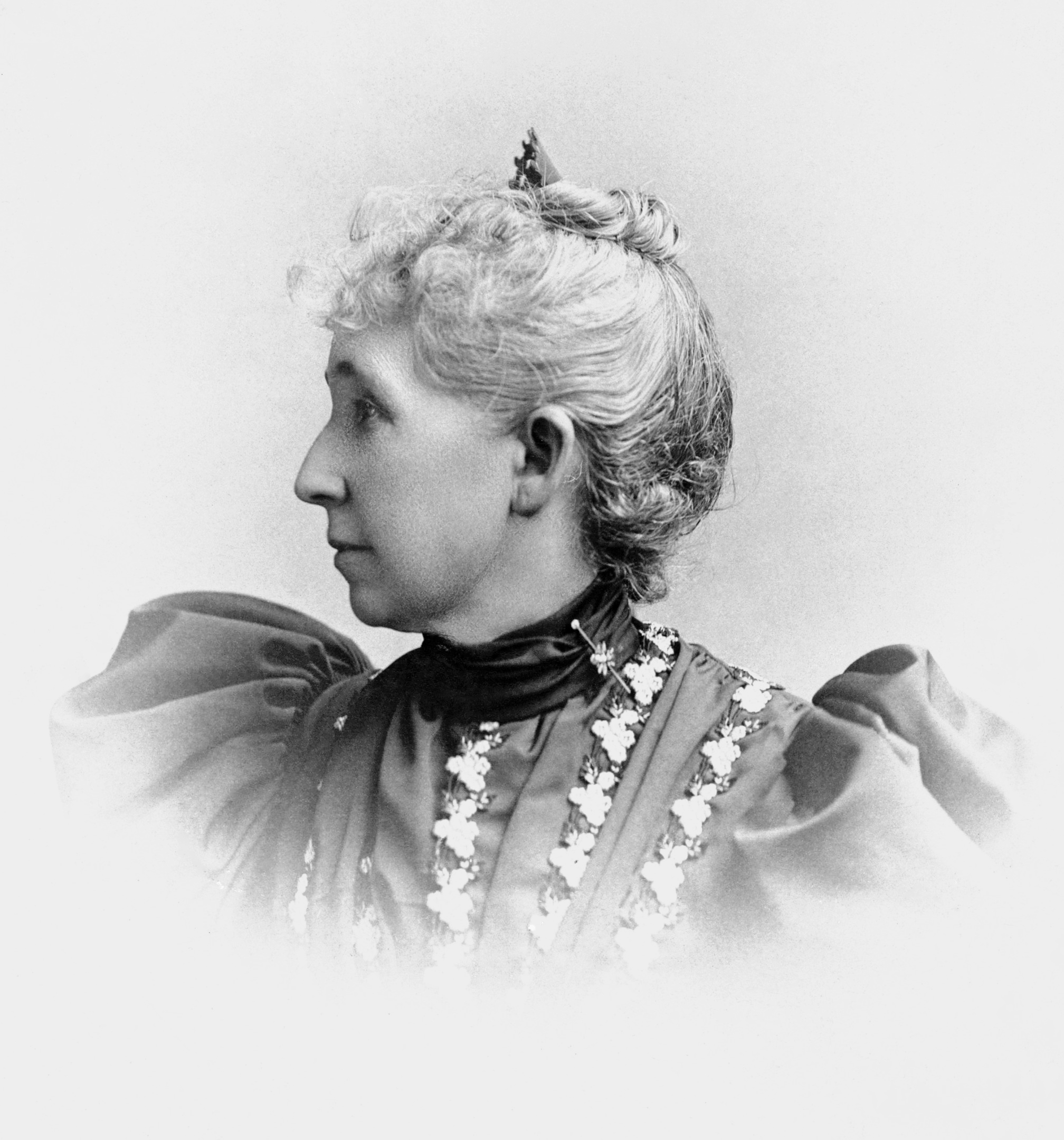
Clara McAdow

Clara Coltrin Tomlinson McAdow (1838 – 19 de janeiro de 1896) foi uma sufragista americana e proprietária de mina em Montana.

## Biografia
McAdow nasceu como Clara Coltrin em Ohio, a mais velha de oito filhos de Joseph e Annie Coltrin. Ela cresceu em Jackson, Michigan.
McAdow mudou-se para Coulson, Montana, com seu primeiro marido Dr. C. E. Tomlinson. Ela arrumou emprego na Northern Pacific Railroad e realizava trabalhos extras, incluindo um negócio de troca de cheques, porque ainda não havia um banco em Billings, Montana.
Quando Tomlinson faleceu, ela pegou suas economias e investiu em imóveis em Billings. Ela conheceu Perry W. McAdow por meio de seus empreendimentos imobiliários e comprou dele a mina Spotted Horse, que ele havia recebido como pagamento de uma dívida. Clara assumiu todas as atividades da mina, coordenando todas as suas operações e frequentemente morando no local. A mina, que ela comprou por $11.000, foi vendida em 1890 por $500.000. Trabalhar na mina tornou McAdow uma especialista em metalurgia; ela foi a única mulher convidada para o Congresso de Mineração na Exposição Universal Colombiana de 1893. Sua mina forneceu o ouro base para a exposição Justice for the Treasure State, moldada à semelhança de Ada Rehan. Ela foi membro do Conselho de Gerentes Femininos da Exposição.
Clara e Perry se casaram em 1884, e construíram uma mansão, a Perry McAdow House, em Detroit em 1891. Clara faleceu em Detroit em 19 de janeiro de 1896, de "problemas de estômago." Ela deixou uma herança estimada em dois milhões de dólares.
Em 2 de outubro de 1897, Perry se casou com Marian A. Tyrrell-Wyles em Milwaukee, Wisconsin. O casal se mudou para Punta Gorda, Flórida, onde residiram até a morte de Perry.
McAdow tinha um interesse intenso no movimento sufragista feminino, hospedando Carrie Chapman Catt e Susan B. Anthony em sua casa para promover o direito de voto das mulheres. Ela fundou uma filial da sociedade literária feminina Twentieth Century Club. Ela era membro da Society for Psychical Research; no entanto, também era cética, sendo uma das pessoas que expôs Henry Slade como um fraudador.